# È facile smettere di fumare se sai come farlo
È facile smettere di fumare se sai come farlo è un libro scritto da Allen Carr nel 1985 che si prefigge lo scopo di liberare dal tabagismo i suoi lettori secondo il metodo Easyway, inventato dal suo autore.
Il saggio di Carr ha venduto oltre quattordici milioni di copie in tutto il mondo ed è stato tradotto in 50 lingue. In Italia il libro, pubblicato nel 2003, ha venduto un milione e quattrocentomila copie ed è nella top ten dei libri più venduti dall'ottobre 2006.

## Il libro
Secondo le intenzioni dell'autore, È facile smettere di fumare se sai come farlo permette ai lettori di smettere di fumare senza ricorrere a sistemi farmacologici, senza crisi di astinenza, senza ingrassare e senza particolari sacrifici, ma soltanto smantellando tutte le motivazioni che i tabagisti adducono per legittimare il proprio vizio. Secondo Allen Carr il segreto sta nel fatto che la dipendenza fisica è pressoché inesistente e che fondamentalmente si fuma per cercare di sentirsi come i non fumatori si sentono sempre.
Secondo quanto affermato dagli editori del libro, le possibilità di successo del metodo Easyway si aggirano sul 90%, e nel caso di fallimento è previsto il rimborso completo se si partecipa ad un seminario.

## Riferimenti nella cultura di massa
Nel film Saturno contro, il personaggio interpretato da Margherita Buy lavora come terapista in un centro antifumo, simile a quello Easyway. Il regista del film, Ferzan Özpetek ha ammesso di aver smesso di fumare grazie all'opera di Allen Carr.